# Pentamera trachyplaca
Pentamera trachyplaca is een zeekomkommer uit de familie Phyllophoridae.
De wetenschappelijke naam van de soort werd in 1924 gepubliceerd door Hubert Lyman Clark.